# Selenisa portoricensis
Selenisa portoricensis là một loài bướm đêm trong họ Erebidae.